# Gołek
Gołek (Pseudorchis Ség.) – rodzaj bylin z rodziny storczykowatych (Orchidaceae). Obejmuje dwa gatunki. Występują one we wschodniej części Ameryki Północnej (wschodnia Kanada i Grenlandia), w znacznej części Europy oraz w północnej Azji. Jedynym przedstawicielem we florze Polski jest gołek białawy Pseudorchis albida.

## Systematyka
Pozycja systematyczna
Rodzaj sklasyfikowany do podplemienia Orchidinae w plemieniu Orchideae, podrodzina storczykowe (Orchidoideae), rodzina storczykowate (Orchidaceae), rząd szparagowce (Asparagales) w obrębie roślin jednoliściennych.
Wykaz gatunków
- Pseudorchis albida (L.) Á.Löve & D.Löve – gołek białawy
- Pseudorchis straminea (Fernald) Soják